# イーサイト
イーサイト(E’site)は、東日本旅客鉄道（JR東日本）グループの高崎ターミナルビルが運営をする駅併設型商業施設の名称である。

## 概要

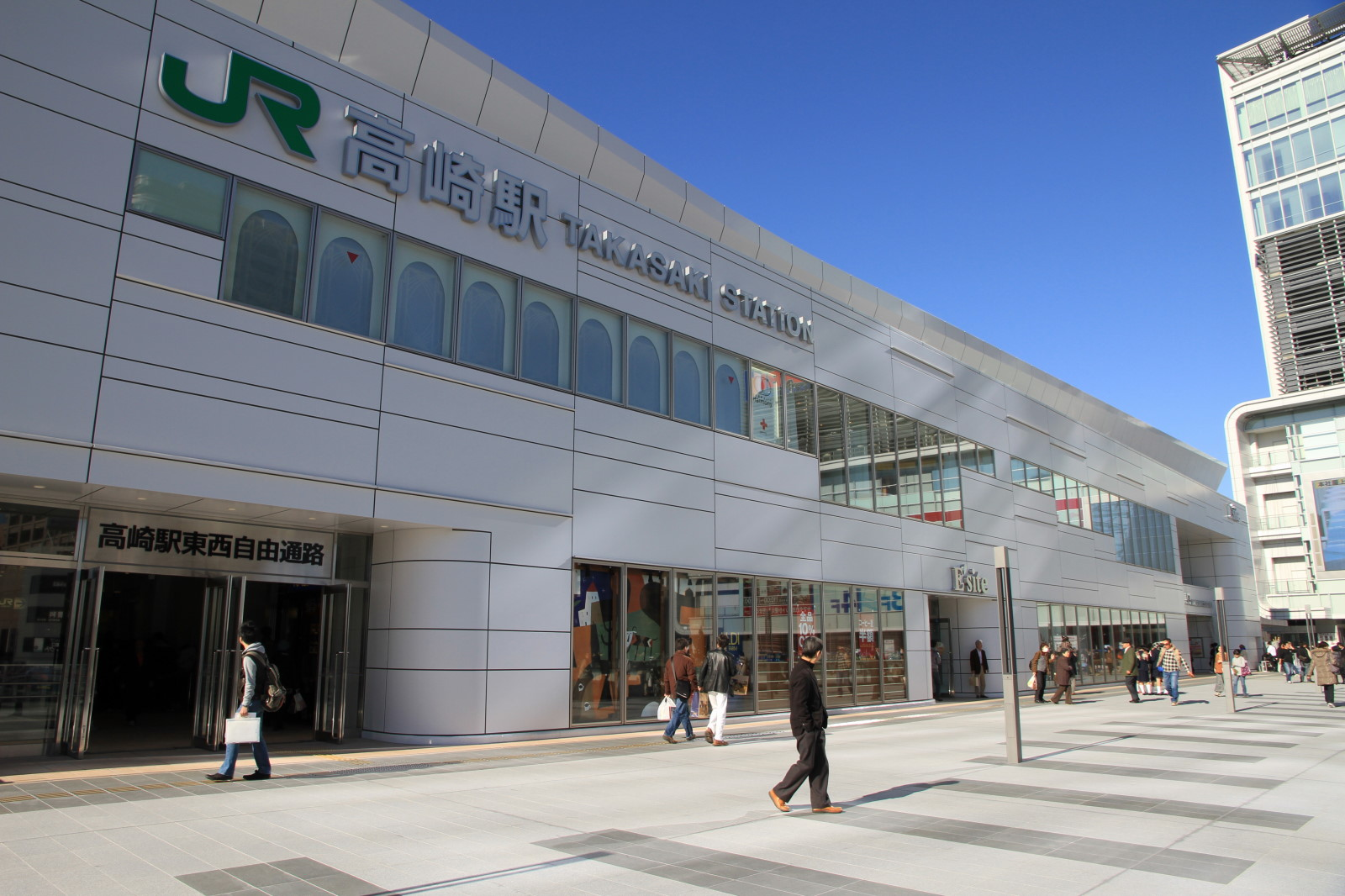
E'site高崎（高崎駅東口）

イーサイトは、主にJR東日本高崎支社管内の駅（改札外）に商業施設を展開している。
2017年9月1日より高崎に、同年10月4日より上尾・籠原（アズ熊谷と同時）にJR東日本グループ共通の新ポイントサービスである『JRE POINT』が導入された。カードデザインは高崎は高崎モントレーと共通（イーサイトのロゴは無し）、上尾・籠原はアズ熊谷と共通（イーサイトのロゴも併記）となっている。

### イーサイト（E’site）の由来
- E’（east） - JR東日本の
- s（station） - 駅で
- i（interesting） - 面白い
- t（time） - 時間を
- e（enjoy） - 満喫する

## 展開店舗駅

### 高崎駅
2006年3月15日、高崎駅構内東側に開業した。
さらに、2010年12月12日に東口新駅舎開業と同時に開業した（ただし、2010年時には、公式サイト・報道共に2006年のことは一切触れずに「開業」「新たな商業施設」などとしている）。東口新駅舎は、新しく設置されたペデストリアンデッキでLABI1高崎（ヤマダ電機）や、高崎市タワー美術館などの周辺の施設と結ばれるようになり、東口周辺がより便利になった。
店舗数は48で、献血ルームや市民サービスセンターなども入居している。
更に、群馬デスティネーションキャンペーンに合わせ、2011年7月2日には、2階に新たに地元再発見の場を提案する「群馬いろは」がオープンし、イーサイト高崎も同日に新装開業した。

### 前橋駅
2007年12月25日、前橋駅構内に開業した。

### 上尾駅

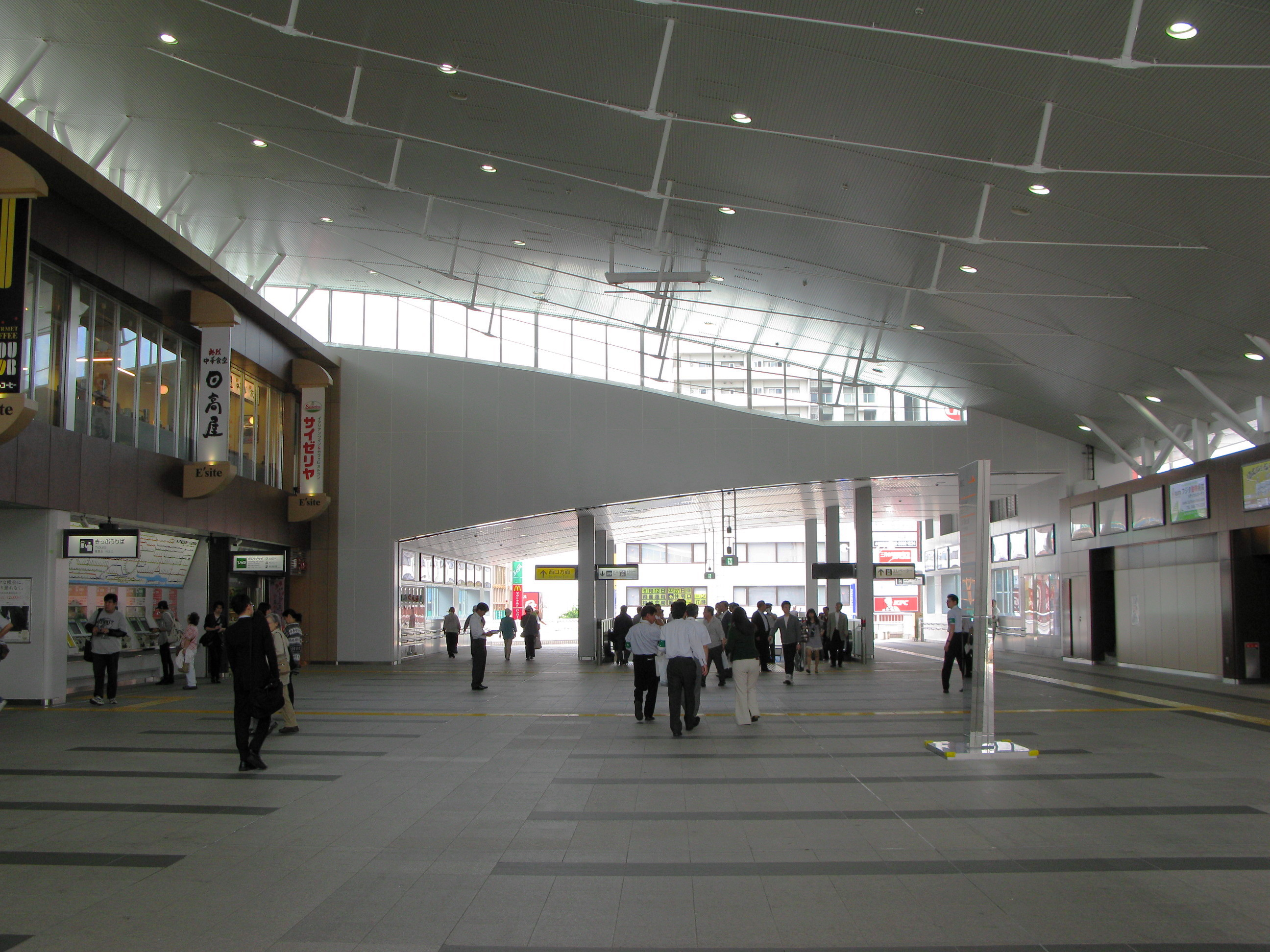
上尾駅コンコース（写真左の上階がE’site）

2010年3月14日、上尾駅駅舎建替工事終了に伴い、駅構内にオープンした。上尾駅舎の上階、改札口の真上に位置し、4店舗が入居している。運営は、高崎ターミナルビル本社管轄ではなく、アズ熊谷の管理部門（旧熊谷ステーション開発株式会社）である。

### 籠原駅

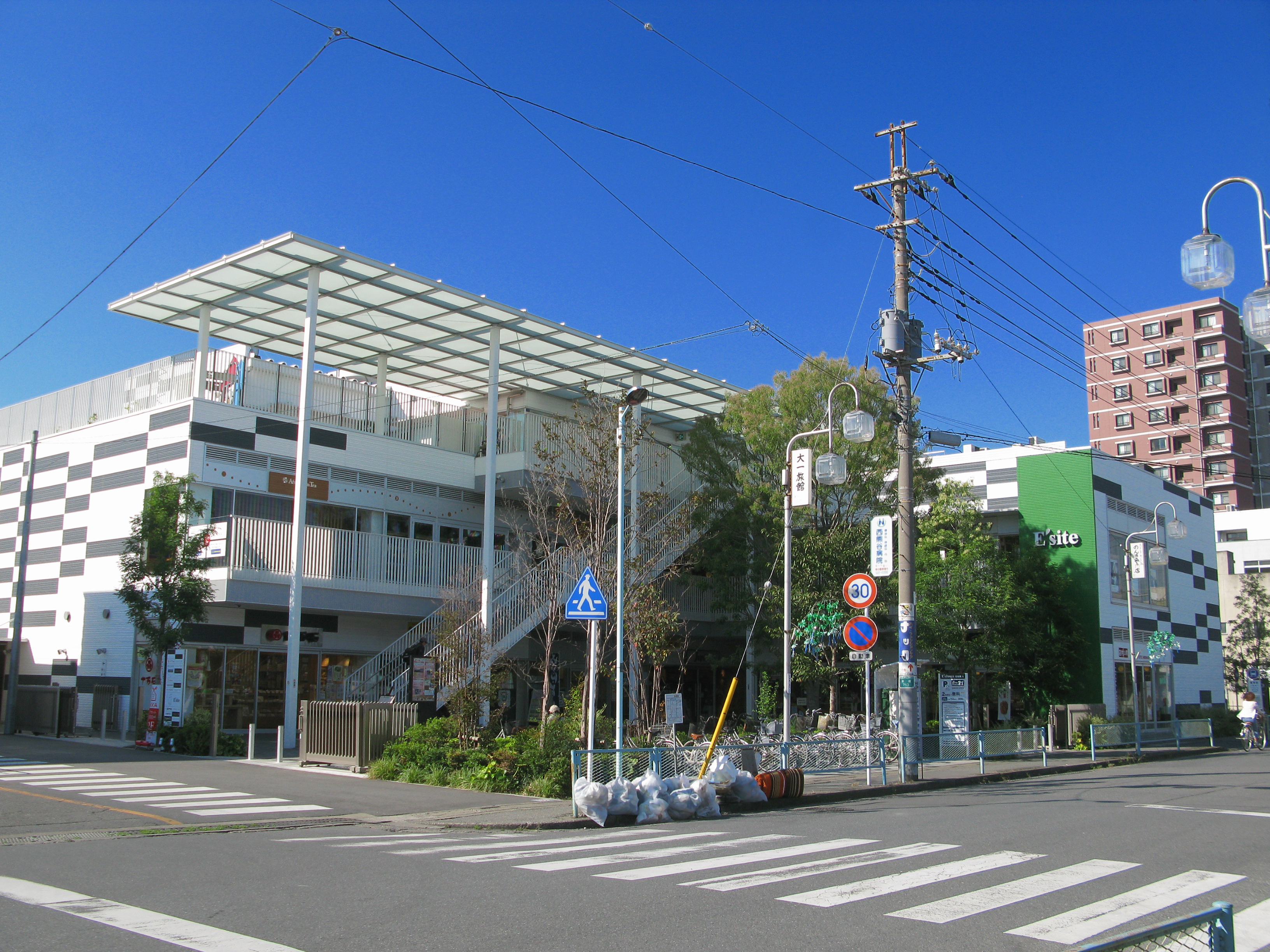
E'site籠原（籠原駅北口）

2011年3月20日、籠原駅に隣接する位置に3階建ての駅ビルとして開業。駅ビル内に保育園が入居している。。運営は、高崎ターミナルビル本社管轄ではなく、アズ熊谷の管理部門である。